# Härten (Landschaftsschutzgebiet)
Die Härten sind ein vom Regierungspräsidium Tübingen am 15. Dezember 1995 durch Verordnung ausgewiesenes Landschaftsschutzgebiet in den Gemeinden Kusterdingen, Wannweil, und Reutlingen.

## Lage
Das Landschaftsschutzgebiet Härten liegt in den Landkreisen Tübingen und Reutlingen und umfasst rund 478 Hektar. Davon liegen rund 370 Hektar im Landkreis Tübingen auf Markung Kusterdingen und 108 Hektar im Landkreis Reutlingen auf den Markungen Wannweil und Reutlingen.

## Landschaftscharakter
Die Härten bilden eine Hochebene zwischen Steinlach-, Neckar- und Echaztal, die von einem Buchenmischwald umringt wird. Typisch sind die intensiv genutzten Ackerflächen sowie Streuobstwiesen. Der höchste Punkt liegt auf einer waldfreien Hochfläche westlich der Wankheimer Aspenhau-Siedlung 455 m ü. NHN.
Schutzwürdig sind neben den Streuobstwiesen auch Obstbäume entlang der Äcker, feuchtes Grünland und Bäche mit einer Vielzahl selten gewordener Tier- und Pflanzenarten. Der Naherholungswert dieser Landschaft soll erhalten und verbessert werden.
Weitere Schutzgebiete grenzen weder an das LSG Härten an und überlagern das Gebiet auch nicht.
Im Schutzgebiet liegt die Mähringer Halde, auf der 1861 unter der Verantwortung von Eduard Lucas ein Musterobstgarten der Reutlinger Pomologie angelegt wurde.